# Електричний опір
Електри́чний о́пір — скалярна фізична величина, що характеризує властивість провідника створювати протидію проходженню електричного струму.
Позначається здебільшого латинською літерою {\displaystyle R}, одиниця опору в системі SI — Ом.
Електричний опір використовується у випадках лінійної залежності електричного струму в провіднику від прикладеної напруги, і є коефіцієнтом пропорційності між падінням напруги {\displaystyle U} й силою струму {\displaystyle I}.
{\displaystyle R=U/I}.
Опір — це величина, яка характеризує спроможність елемента перетворювати електричну енергію на теплову. Його причиною є розсіяння електронів на атомах та неоднорідностях матеріалу, по якому тече струм.
Залежно від величини питомого опору (питомий опір — величина, що чисельно дорівнює опору куба зробленого з деякої речовини з ребром 1 метр), усі матеріали поділяються на наступні групи: провідники, речовини, питомий опір яких менший за 10−5 Ом·м, діелектрики речовини, питомий опір яких більший за 108 Ом·м і напівпровідники, що посідають проміжне становище. При цьому, питомий опір провідників може доходити до 10−8 Ом·м, а опір діелектриків — до 1018 Ом·м

## Причини виникнення опору
Безпосередньою причиною виникнення опору є розсіяння електронів на дефектах кристалічної ґратки або окремих атомах речовини.
Дефекти кристалічної ґратки, що є основним джерелом опору в провідниках, поділяються на динамічні і статичні. До динамічних (тобто, тимчасових) насамперед належать фонони, викликані тепловим коливанням атомів. Статичні дефекти можуть бути точковими та протяжними.
До точкових дефектів належать дефекти, викликані домішками, тобто заміною деякого елементу на інший, зміщенням атому з вузла в міжвузля, або відсутністю атому у вузлі ґратки (вакансія).
Протяжними дефектами називають пори, тріщини, вкраплення іншої фази речовини, тощо.

## Електричний опір провідників
До провідників належать практично всі метали, деякі напівметали, окремі алотропні форми карбону, велика кількість сплавів, та електроліти, а також, за особливих умов, гази. Головною особливістю провідників є те, що вільні носії заряду у них існують у нормальному стані, тоді як у напівпровідниках та ізоляторах така ситуація також може реалізовуватися, але тільки у збудженому. Класична теорія пояснює опір наступним чином: носії заряду перебувають всередині провідника у вигляді електронного (або іонного) газу, тобто знаходяться у хаотичному тепловому русі. Зовнішнє поле прискорює їх у деякому напрямку, і вони починають рухатися в ньому, аж допоки не зустрінуться з атомом, і не розсіються на ньому, перетворивши накопичену кінетичну енергію на тепло. При цьому, для порівняння, приріст швидкості електронів, що відповідає густині струму у міді 106 А/м² становить усього 10−4 м/с, тоді як теплові швидкості електронів за кімнатної температури становлять близько 105 м/с, тобто у розрахунках можна вважати, що абсолютна величина швидкості майже незмінна.
Провідниками першого роду називають речовини, в яких носіями заряду є електрони (до цієї групи, насамперед, належать метали), а провідниками другого роду — ті, у яких іони також рухаються у речовині (до цієї групи належать електроліти, розплави, гази, тощо). Через рух іонів, хімічний склад електролітів з часом міняється — позитивні і негативні іони зосереджуються біля різних електродів. Гази не проводять електричного струму за звичайних умов, проте за напруги, достатньо високої для початку ударної іонізації, вони перетворюються на провідники другого роду. Дуже іонізований газ перетворюється на особливий стан речовини — плазму, що характеризується великою провідністю.

### Метали
Металами є велика кількість простих елементів. Серед важливих, для електротехніки можна назвати мідь, срібло, золото, алюміній. Більшість металів за нормальних умов є твердими кристалами. Виключенням є ртуть. Також, галій плавиться при температурі близько 30 градусів, що теж близько до нормальної.
Особливістю металів є надзвичайно велика концентрація електронів провідності, що є порівняною з концентрацією атомів у речовині — практично всі атоми є іонізованими.
Експериментальні дослідження показали, що вільний пробіг електронів у металі значно більший, ніж передбачає класична теорія, описана вище — електрони проходять сотні періодів ґратки між зіткненнями. Це пов'язано з тим, що електронний газ у металах описується рівняннями квантової механіки, а не класичної. Електронний газ у металах за нормальних умов є виродженним, (температура зняття виродження складає приблизно 10 000 Кельвінів, тобто перевищує температуру плавлення і навіть випаровування металів). Через принцип Паулі, електрони не можуть займати одні й ті самі енергетичні рівні, тому їхня середня енергія є дуже високою, порівняно з тепловими коливаннями, а можливість передати її атомам, розсіюючись на них — обмежена. Теоретично, ідеальна кристалічна ґратка, не має опору взагалі — електрони у ній не взаємодіють з атомами і не розсіюють на них енергію, отриману під дією поля. В реальності, ідеальних кристалів не існує, тому електрони розсіюються на дефектах його будови. Згідно квантової теорії, електрон буде розсіюватись на дефектах, розмір яких більший за чверть довжини комптонівської хвилі цього електрона.
Через виродженість електронного газу, і великі енергії електронів (3-15 еВ) довжина хвилі, що їм відповідає, дуже мала (3-7 ангстрем), тому, рухаючись у металах, електрони розсіюються навіть на дефектах атомного розміру.
У реальних металах, що мають і температуру, і структурні дефекти, загальний опір розділяють, на опір, що спричинений температурними коливаннями атомів, і опір, що викликаний статичними дефектами кристалічної ґратки. Цей принцип знаний як Правило Матієсена:
{\displaystyle \rho =\rho _{0}+\rho _{T}},
де {\displaystyle \rho _{0}} — залишковий опір, а {\displaystyle \rho _{T}} — опір, що залежить від температури (ця частина прямує до нуля зі зниженням температури).

#### Залежність опору від температури
У абсолютно чистому, без домішок і структурних дефектів, кристалі, практично весь опір буде визначатися температурними коливаннями.
Можна наближено вважати, що ймовірність розсіяння на атомі пропорційна площі перерізу об'єму, який займає атом, що коливається. Ця площа пропорційна квадрату радіуса коливань. Якщо атом розглядати як гармонійний осцилятор, то його енергія дорівнює ½k(a²), де а — радіус коливань. З іншого боку, середня енергія атому дорівнює kT згідно рівнянь молекулярно-кінетичної теорії. Таким чином, можна бачити, що опір у металі має збільшуватись пропорційно температурі.
Проте за низьких температур ця залежність перестає виконуватись. Це пов'язано з тим, що при температурах, нижчих за температуру Дебая, підвищення температури призводить не тільки до збільшення амплітуди коливання атомів, але і до підвищення частоти їх коливань. Через це, за температур, менших за 2/3 температури Дебая опір починає залежати від температури значно сильніше, як T5. Ця залежність також має назву формула Блоха-Грюнайзена.
За дуже низьких температур (кілька Кельвінів) деякі метали переходять у стан надпровідності, коли їх повний опір стає нульовим. Якщо цього не відбувається, то опір за наднизьких температур рівний опору, що створюється статичними дефектами ґратки.
За температури плавлення, значення опору металів також різко міняється. Він збільшується (в кілька разів), якщо при плавленні об'єм металу збільшується. Якщо ж об'єм навпаки, зменшується, то і опір падає.

#### Вплив домішок на опір
Оскільки сторонні атоми завжди є дефектами ґратки, то будь-які домішки підвищують опір металевого зразка, незалежно від того, чи належать атоми домішки металу з більшою чи з меншою провідністю. Так, наприклад, додавання 0,01 % атомів срібла до міді призводить до зростання її опору на 10 %.

## Опір напівпровідників
У напівпровідниках існує заборонена зона, через що електрони не можуть переходити у зону провідності так легко, як у провідниках. Перейти в цю зону електрон може лише за допомогою тунелювання. При цьому, електрони, що лишаються у валентній зоні також беруть участь у проведенні струму. Коли електрон залишає валентну зону, місце де він знаходився стає вакантним, а отже може бути зайняте іншим електроном, що, своєю чергою лишить вакансію там, де знаходився він. Ззовні цей процес виглядає так, ніби позитивно заряджена частинка переміщується в сторону, протилежну тій, в яку рухаються електрони. Така квазічастинка називається «діркою». Таким чином, у напівпровідниках існує провідність двох типів, діркова і електронна. Якщо напівпровідник не має домішок (в цьому випадку він називається власним), концентрація електронів і дірок у ньому є однаковою, але дуже невисокою, через те, що ймовірність для електрона перейти через заборонену зону дуже мала.
Також, через меншу енергію електронів у напівпровіднику, порівняно з провідниками, їхня комптонівська довжина хвилі є більшою, і через це, мінімальний розмір дефектів, на яких може розсіюватися електрон (чверть від довжини його хвилі) є більшим за розмір атому. Через це електрони у напівпровідниках не розсіюються на домішках та інших дефектах атомного розміру.

### Вплив домішок на опір
Важливою особливістю напівпровідників є сильна залежність опору від домішок. Додавання сотих частин відсотка атомів іншої речовини може зменшити опір надпровідника в сотні тисяч разів. Це пов'язано з тим, що атоми домішок створюють додаткові рівні всередині забороненої зони. в залежності від того, знаходяться ці рівні знизу чи згори забороненої зони, вони створюють, відповідно, надлишок дірок або електронів у матеріалі і називаються, напівпровідниками p- та n-типу.

### Залежність опору напівпровідників від температури
В напівпровідниках існує додатковий фактор, що залежить від температури, а саме — може змінюватись концентрація вільних носіїв заряду, якими в напівпровідниках є електрони провідності й дірки. Концентрація вільних носіїв заряду зростає при підвищенні температури за експоненційним законом. Збільшення кількості носіїв, які можуть давати вклад у електричний струм, приводить до зменшення опору.

### Фоторезистивний ефект
При освітленні напівпровідника, фотони можуть взаємодіяти з електронами, передаючи їм енергію, і вибиваючи їх в зону провідності. Таким чином, опір напівпровідника при освітленні може різко впасти.

## Опір діелектриків
Діелектрики, або ізолятори, відрізняються від напівпровідників, насамперед, кількісно — шириною забороненої зони. До діелектриків належить багато різних класів речовин: практично всі гази у нормальних умовах (за високої температури вони іонізуються, і починають проводити), рідини, окрім рідких металів та електролітів, піроелектрики, аморфні речовини, такі як скло або смоли, органічні полімери, слюди, мармур та багато інших.
Механізм перенесення заряду у діелектриках такий же як і у напівпровідниках.
Важливою особливістю діелектриків є так званий пробій — при деякому критичному значенні напруженості електричного поля, діелектрик втрачає свої ізоляційні властивості, і у ньому утворюється канал, що добре проводить струм. Властивості діелектрика при цьому можуть змінитися незворотно.

## Надпровідність

Дослідження надпровідності за роками.

За наднизьких температур, деякі матеріали переходять в стан, коли їх опір різко падає на багато порядків, практично до нуля (нижче 10−23 Ом·м). Механізм цього процесу пов'язаний з електрон-фононною взаємодією. За допомогою цієї взаємодії електрони притягуються один до одного, формуючи куперівські пари. Коли один електрон з пари натикається на дефект кристалічної ґратки, то він не може змінити свою енергію через зв'язок з іншим електроном, а лише змінює напрямок руху.
Цікаво, що найкращі провідники, такі як срібло, золото і мідь, не переходять у надпровідний стан. Загалом, для чистих металів, найвищу критичну температуру переходу в надпровідний стан має ніобій — 9,32 К. В той же час, деякі складні металовмісні сполуки можуть переходити в надпровідний стан вже при 130 кельвінах і вище.

## Залежність опору від розмірів провідника
Для провідника довжиною l і поперечним перерізом S опір визначається за формулою
{\displaystyle R=\rho {\frac {l}{S}}}.
де ρ — питомий опір.

## Вимірювання опору
Опір вимірюється за допомогою приладів, що називаються омметрами. Існує кілька типів омметрів:
- Магнітоелектричні омметри — пропускають струм відомої напруги через зразок, і, вимірюючи силу струму, вираховують опір зразка.
- Логометричні омметри — логометр, що вимірює відношення між струмом, що проходить через зразок, і струмом, що проходить через деякий еталонний опір.

## Опір людини
Для розрахунку небезпечної величини сили струму, що протікає через людину при потраплянні його під електричну напругу частотою 50 Гц, опір тіла людини умовно приймають рівним 1 кОм. У реальності опір людини не є омічним, оскільки ця величина, по-перше, є нелінійною по відношенню до прикладеної напруги, по-друге змінюється в часі, по-третє, залежить від стану людини (хвилювання призводить до появи поту, а отже зменшує опір) та конституції (зріст, вік, кількість м'язів, тощо).
Серйозні ураження тканин людини спостерігаються зазвичай при проходженні струму силою близько 100 мА. Абсолютно безпечним вважається струм силою до 1 мА. Питомий опір тіла людини залежить від стану шкіри. Суха шкіра має питомий опір близько 10000 Ом·м, тому небезпечні струми можуть бути досягнуті тільки при значній напрузі. Однак при наявності вогкості опір тіла людини різко знижується, і безпечним може вважатися напруга тільки нижче 12 В. Питомий опір крові складає 1 Ом·м при 50 Гц..

## Деякі особливі типи опору

### Контактний електричний опір
Контактний електричний опір — опір, який виникає в місці контакту проводів електричного кола внаслідок нещільного прилягання.

### Зовнішній опір
Зовнішній опір — загальний опір усіх ділянок електричного кола, крім опору джерела електричного струму. Властивість провідника, від якої залежить сила струму в колі.

## Опір деяких матеріалів
У таблиці нижче наведено опір дроту завдовжки 1 метр і площею перерізу 1 см², зробленого з різних матеріалів (або циліндра речовини подібних розмірів у разі рідин і газів).
| Матеріал       | Опір, Ом                                          |
| -------------- | ------------------------------------------------- |
| Срібло         | {\displaystyle 1,59\cdot 10^{-4}}                 |
| Мідь           | {\displaystyle 1,68\cdot 10^{-4}}                 |
| Золото         | {\displaystyle 2,44\cdot 10^{-4}}                 |
| Алюміній       | {\displaystyle 2,82\cdot 10^{-4}}                 |
| Вольфрам       | {\displaystyle 5,6\cdot 10^{-4}}                  |
| Нікель         | {\displaystyle 6,99\cdot 10^{-4}}                 |
| Залізо         | {\displaystyle 1\cdot 10^{-3}}                    |
| Свинець        | {\displaystyle 2,2\cdot 10^{-3}}                  |
| Нейзильбер     | {\displaystyle 3,3\cdot 10^{-3}}                  |
| Сурма          | {\displaystyle 4,17\cdot 10^{-3}}                 |
| Манганін       | {\displaystyle 4,82\cdot 10^{-3}}                 |
| Константан     | {\displaystyle 4,9\cdot 10^{-3}}                  |
| Сталь (4 % Si) | {\displaystyle 6.9\cdot 10^{-3}}                  |
| Ртуть          | {\displaystyle 9,8\cdot 10^{-3}}                  |
| Ніхром         | {\displaystyle 1,1\cdot 10^{-2}}                  |
| Графіт         | {\displaystyle 2,5\cdot 10^{-2}\sim 30}           |
| Вугілля        | {\displaystyle 0,5\sim 0,8}                       |
| Морська вода   | {\displaystyle 2\cdot 10^{3}}                     |
| Германій       | {\displaystyle 4,6\cdot 10^{3}}                   |
| Питна вода     | {\displaystyle 2\cdot 10^{5}}                     |
| Кремній        | {\displaystyle 6,4\cdot 10^{6}}                   |
| Скло           | {\displaystyle 1\cdot 10^{14}\sim 1\cdot 10^{18}} |
| Дерево(сухе)   | {\displaystyle 1\cdot 10^{18}\sim 1\cdot 10^{20}} |
| Повітря        | {\displaystyle 2\cdot 10^{20}}                    |
| Парафін        | {\displaystyle 1\cdot 10^{21}}                    |
| Ебоніт         | {\displaystyle 1\cdot 10^{24}}                    |
| Тефлон         | {\displaystyle 1\cdot 10^{26}\sim 1\cdot 10^{28}} |